# Бери (Марна)
Бери (фр. Berru) насеље је и општина у североисточној Француској у региону Шампањ-Арден, у департману Марна која припада префектури Ремс.
По подацима из 2011. године у општини је живело 500 становника, а густина насељености је износила 36,63 становника/km². Општина се простире на површини од 13,65 km². Налази се на средњој надморској висини од 275 метара.

## Демографија
| 1962. | 1968. | 1975. | 1982. | 1990. | 1999. | 2011. |
| ----- | ----- | ----- | ----- | ----- | ----- | ----- |
| 279   | 287   | 296   | 320   | 459   | 454   | 500   |

График промене броја становника у току последњих година